# 秦州都督府
秦州都督府，唐朝时设置的都督府。
武德二年（619年）于秦州置总管府，管秦、渭、岷、洮、叠、文、武、成、康、兰、宕、扶等十二州，相当今河西走廊以南甘肃省大部。武德七年（624年）称都督府。貞觀十三年（639年）督秦、成，渭、武四州，相当今甘肃省定西、会宁、庄浪、张家川等市县以南，清水、成县等县以西，康县、陇南等县市以北，渭源、漳县、礼县等县以东地区。开元、天宝年间领有内迁的马邑州及党项州等。天宝节度使兴起后，所辖各州归属陇右节度使。晚唐设天雄军节度使，节度使的职事官为秦州都督。
| 唐朝秦州都督府辖州 | 唐朝秦州都督府辖州                                                                       |
| ------------------ | ---------------------------------------------------------------------------------------- |
| 624年—625年        | 秦州、成州、西康州、武州、文州、扶州、渭州、交州、松州、伏州                             |
| 625年—626年        | 秦州、成州、西康州、武州、文州、扶州、渭州、松州（废交州、伏州）                         |
| 626年—627年        | 秦州、成州、西康州、渭州、松州（武州、文州、扶州改属岷州都督府）                         |
| 627年—628年        | 秦州、成州、渭州、松州（废西康州）                                                       |
| 628年—640年        | 秦州、成州、渭州（松州改属松州都督府）                                                   |
| 640年—729年        | 秦州、成州、渭州（武州来属）                                                             |
| 729年—732年        | 秦州、成州、渭州、武州（增设马邑州（羁縻），岷州、宕州、叠州来属）                       |
| 732年—739年        | 秦州、成州、渭州、武州、岷州、宕州、叠州、马邑州（羁縻）（增设临州）                     |
| 739年—763年        | 秦州、成州、渭州、马邑州（羁縻）（临州改名洮州，与岷州、宕州、叠州、武州改属洮州都督府） |
| 849年—857年        | 秦州、成州                                                                               |
| 857年—863年        | 秦州、成州（增设羁縻州：河州、岷州、临州、洮州、渭州）                                   |
| 863年—864年        | 秦州、成州、羁縻州：岷州、渭州（河州、临州、洮州改属河西节度使）                         |
| 864年—880年        | 秦州、成州、羁縻州：岷州、渭州（武州来属）                                               |
| 880年—888年        | 秦州、成州、武州、岷州（羁縻）（渭州陷于吐蕃）                                           |
| 888年—唐末         | 秦州、成州、岷州（羁縻）（武州改属彭州威戎军节度使）                                     |

秦州都督
- 王长谐（贞观初年）
- 李慎（633年—643年）
- 李福（644年）
- 李元景（650年—653年）
- 李孝（656年—658年）
- 陶大举（674年—675年）
- 苏孝充（高宗时）
- 窦奉节（高宗时）
- 韦师实（高宗时）
- 王及善（689年）
- 窦怀恪（武周时）
- 姚珽（武周末年）
- 薛纯（中宗时）
- 裴伷先（中宗时）
- 杨执一（睿宗时）
- 张嘉贞（？—716年）
- 张守洁（720年—722年）
- 魏靖（724年）
- 张景顺（725年—728年）
- 李适之（728年—730年）
- 张涚（733年）
- 刘昌元（开元天宝年间）
- 杨慎微（758年—760年）
- 高淮达（肃宗时）
- 雄武軍節度使（863年之后）